# C. N. Karunakaran
C. N. Karunakaran (1940 - 14 de diciembre de 2013) fue un pintor indio. Fue presidente de la Academia Lalitakala Kerala.
Nació en 1940 en Brahmakulam, cerca de Guruvayur, Trissur District, Kerala. Obtuvo diplomas en diseño y pintura de la Escuela del Gobierno de las Artes y Oficios, Chennai bajo renombrados artistas como D.P. Roy Choudhari y K.C.S. Panikker. Murió en Kochi el 14 de diciembre de 2013 tras un período de breve enfermedad.